# Вільям Пріор
Вільям Вайн Пріор (дат. William Wain Prior) (18 липня 1876 — 9 бнрезня 1946)— данський Генерал-лейтенант військовий діяч, верховний головнокомандуючий Збройних сил Данії з  1939 до 1941 року.

## Біографія
Віліям Вайн Пріор родився 18 червня 1876 року в Копенгагені
Воєнна кар'єра Пріора розпочалась у 1898, коли він отримав звання молодшого лейтенанта в піхоті. У 1903 році його перевели в генеральний штаб, де в період з 1917 по 1924 був начальником оперативної секції, а з 1924 по 1928 рік викладав на курсах офіцерів.
З 1928 по 1930 рік  Пріор командував 5-м полком піхоти, а згодом до 1931 року служив начальником технічного відділу Генштабу армії Данії
Із 1931 року Пріор був призначений начальником Генштабу армії, а в 1937 році — командуючим Зеландської дивізії. Пост Головнокомандувача Збройних сил Данії отримав у 1939 році.

#### Окупація Данії
Ще до окупації Данії Німеччиною в 1940 році генерал Пріор практично єдиний визказувався на підтримку мобілізації (із 15 тисяч людей)після мобілізації данські збройні сили повинні були нараховувати 85 тисяч людей та спротиву,але його пропозиція була відхилена парламентом що боявся, того що через збільшення військової міці Данії може статися така ситуація що Нацистська Німеччина буде спровокована та буде намагатися почати війну. Проти думки Пріора виступили прем'єр Торвальд Стаунинг, і міністр іноземних справ Едвард Мунк, і король Данії Крістіан X.
9 квітня 1940 року Німеччина напала на Данію. Бажання Пріора відповісти агресору не було підтримано ні королем, ні міністрами, які пропонували капітулювати. Пріор натомість пропонував захистити країну, а королю заховатися у воєнному таборі Хевелте, для того щоб осатаній не попав у полон. Не дивлячись на рішення короля та уряд, 12 квітня генерал-лейтенант Пріор об"явив у своєму виступі по радіо подяку данській армії за її поведінку під час агресії:«Ніхто в армії не порушив своєї присяги по відношенню до короля і Батьківщини».
Пріор займав посаду головнокомандуючого данської армії під час першої половини німецької окупації, активно працював по запобіганню участі данської армії на стороні німців у часи Другої світової війни.
У жовтні 1941 року Віліям Вайн Пріор покинув пост головнокомандуючого.
Віліяи Вайн Пріор помер 9 березня 1946 року у місті Фредеріксберг
 (острів Зеландія).